# Římskokatolická farnost Pozlovice
Římskokatolická farnost Pozlovice je jedno z územních společenství římských katolíků v obci Pozlovice s farním kostelem sv. Martina.

## Území farnosti
- Pozlovice s kostelem sv. Martina
- Ludkovice s kaplí Panny Marie Růžencové
- Řetechov s kaplí sv. Anežky České
- Podhradí

## Historie farnosti
Historie Pozlovic sahá až do roku 1287, kdy jsou poprvé připomínány, ovšem pod názvem Pozlovicensem. V tomto roce nechal postavil vladyka Soběhrd kostel s farou a pravděpodobně i školu. Za husitských válek (po smrti katolického majitele světlovského panství Jaroslava ze Šternberku) byl zrenovovaný kostel i fara v držení kališnických kněží. V průběhu 16. století působila v Pozlovicích duchovní správa novoutrakvistická (kališnická) s tendencí k luteranismu (k roku 1582 je připomínán farář Jan Kryšpín Vodňanský).
Roku 1633 byla obnovena katolická duchovní správa a od roku 1641 jsou dochovány nejstarší matriky pozlovské farnosti. Dřevěný kostel se roku 1642 rozebral a na jeho místě byl postaven nový kostel z kamene, jehož stavbu zařídil hrabě Pavel Serenyi. Po nájezdech Tatarů a Turků roku 1663 byla vesnice nepatrně poškozena, avšak kostel i fara musely být znovu zrekonstruovány. Další nájezdy v listopadu v roce 1704 maďarských Kuruců měly pro Pozlovice hrůzný dopad, byly totiž vypáleny a lidé uprchli z vesnice do hor, kde se ukrývali do doby odchodu nájezdníků. Po návratu do vsi obyvatelé začali s novou výstavbou. Fara i kostel byly nově postaveny v barokním stylu roku 1757.

## Duchovní správci
Současným (červenec 2018) administrátorem excurrendo je R. D. Dr. Hubert Wójcik.

## Bohoslužby
| Kostel          | Místo     | Bohoslužba (den)              | Hodina                                                                                    | Poznámka     |
| --------------- | --------- | ----------------------------- | ----------------------------------------------------------------------------------------- | ------------ |
| svatého Martina | Pozlovice | neděle pondělí čtvrtek sobota | 8.00, 10.00 17.00 (zimní čas)/19.30 (letní čas) 18.00 17.00 (zimní čas)/18.00 (letní čas) | Farní kostel |

## Primice
V neděli 1. července 2018 měl v Pozlovicích primici Mgr. Jiří Šůstek.